# Chaire de la Passion (Florence)
La chaire de la Passion (en italien, Pulpito della Passione) est une œuvre sculpturale en bronze de 137 × 280 cm, colonnes exclues, réalisée après 1460 par l'artiste florentin Donatello. Elle est située dans la Basilique San Lorenzo à Florence.

## Histoire
La chaire de la Passion est l'une des deux chaires en bronze de la basilique San Lorenzo, l'autre étant la chaire de la Résurrection, dernières œuvres de Donatello. Les chaires datent d'après 1460 et Donatello est à l'origine du projet et du dessin même si probablement les autres phases sont l'œuvre de collaborateurs parmi lesquels Bartolomeo Bellano et Bertoldo di Giovanni. La chaire de la Passion est probablement la seconde réalisée.

## Description
Les différents panneaux représentent (avec leur orientation) :
- Prière au jardin (Sud, début de la Storia)
- Christ devant Pilate et Caïphe (Est)
- Crucifixion (Nord)
- Complainte sur le Christ mort (Nord)
- Mise au tombeau (Ouest)
- Flagellation (Sud, bois bruni,  XVIIe siècle)
- Saint Jean évangéliste (Sud, bois bruni, XVIIe siècle)

## Sources
- (it) Cet article est partiellement ou en totalité issu de l’article de Wikipédia en italien intitulé « Pulpito della Passione » (voir la liste des auteurs).